# Polleniopsis
Polleniopsis este un gen de muște din familia Calliphoridae.

## Specii[1]
- Polleniopsis allapsa
- Polleniopsis chosenensis
- Polleniopsis choui
- Polleniopsis cuonaensis
- Polleniopsis dandoensis
- Polleniopsis deqenensis
- Polleniopsis discosternita
- Polleniopsis fani
- Polleniopsis fulviventris
- Polleniopsis himalayana
- Polleniopsis hokurikuensis
- Polleniopsis horii
- Polleniopsis jamesi
- Polleniopsis lata
- Polleniopsis lushana
- Polleniopsis menechma
- Polleniopsis micans
- Polleniopsis milina
- Polleniopsis mongolica
- Polleniopsis nepalica
- Polleniopsis nigripalpis
- Polleniopsis patiens
- Polleniopsis pilosa
- Polleniopsis psednophalla
- Polleniopsis pulchokii
- Polleniopsis sarcophagoides
- Polleniopsis shanghaiensis
- Polleniopsis stenacra
- Polleniopsis toxopei
- Polleniopsis varilata
- Polleniopsis viridiventris
- Polleniopsis yunnanensis
- Polleniopsis zaitzevi
- Polleniopsis zhejianga